# Tập đoàn quân 18 (Liên bang Nga)
Tập đoàn quân binh chủng hợp thành 18 (tiếng Nga: 18-я общевойсковая армия) là một đơn vị quân đội cấp tập đoàn quân của Lực lượng mặt đất Liên bang Nga, thuộc biên chế của Quân khu Nam.

## Lịch sử
Được thành lập tại Krym của Nga vào tháng 8 năm 2023 như một phần của Quân khu Nam, có thể "trên cơ sở" Quân đoàn 22 của Hải quân đánh bộ Nga thuộc Hạm đội Biển Đen. Sau khi thành lập, đơn vị này được triển khai đến phía nam tỉnh Kherson như một phần của phòng thủ chống lại cuộc phản công năm 2023 của Ukraine.

## Cơ cấu
- Quân đoàn lục quân 22[1]
- Quân đoàn lục quân 40[1]
- Sư đoàn bộ binh ô tô 70[1]
- Lữ đoàn pháo binh 74[4]